# ハンス・フォーレンヴァイダー

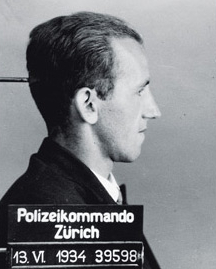
Hans Vollenweider.

ハンス・フォーレンヴァイダー（Hans Vollenweider、1908年2月11日 チューリッヒ - 1940年10月18日 ザルネン）はスイスの犯罪者でスイス最期の民間刑事犯罪の死刑囚である。
郵便配達員と警察官を射殺した強盗殺人の罪によって1940年9月19日に死刑が確定、1940年10月18日にザルネンの刑務所でギロチンによる死刑が執行された。
その死刑執行までの様子はドキュメンタリー映画w:de:Vollenweider – Die Geschichte eines Mördersとして2004年に公開された。